# Biélorussie aux Jeux paralympiques d'hiver de 2010
Cet article présente des informations sur la participation et les résultats de la Biélorussie aux Jeux paralympiques d'hiver de 2010.

## Participation
La Biélorussie était représentée par 9 athlètes aux Jeux paralympiques d'hiver de 2010 à Vancouver (Canada).

## Médailles

### Or
| Sport              | Discipline           | Sportifs         | Performance   |
| Médailles d'or : 2 |                      |                  |               |
| Ski de fond        | 10km femmes, assises | Liudmila Vauchok | 30 min 52 s 9 |
| Ski de fond        | 5km femmes, assises  | Liudmila Vauchok |               |

### Argent
| Sport                  | Discipline | Sportifs | Performance |
| Médailles d'argent : 0 |            |          |             |

### Bronze
| Sport                   | Discipline                                 | Sportifs                                             | Performance   |
| Médailles de bronze : 7 |                                            |                                                      |               |
| Ski de fond             | 1 km femmes Sprint, assis                  | Liudmila Vauchok                                     |               |
| Ski de fond             | 5 km femmes Classique, debout              | Larysa Varona                                        | 17 min 38 s 2 |
| Ski de fond             | 10 km hommes, assis                        | Dzmitry Loban                                        |               |
| Ski de fond             | 15 km femmes Libre, personnes aveugles     | Yadviha Skorabahataya                                | 49 min 19 s 3 |
| Ski de fond             | 20 km hommes Libre, personnes aveugles     | Vasili Shaptsiaboi                                   | 52 min 22 s 5 |
| Ski de fond             | Relais 3 x 2,5 km                          | Larysa Varona Liudmila Vauchok Yadviha Skorabahataya |               |
| Biathlon                | 3 km poursuite hommes - personnes aveugles | Vasili Shaptsiaboi                                   | 11 min 16 s   |